# Змінна зоря (роман)
Змінна зоря (англ. Variable Star) — науково-фантастичний роман 2005 року Спайдера Робінсона у «співавторстві» з Робертом Гайнлайном, написаний Робінсоном за збереженими сімома сторінками (із восьми) синопсису роману Роберта Гайнлайна 1955 року. Роман містить багато відсилань до творів Гайнлайна та інших авторів.
Наявність великої кількості каламбурів засвідчує не гайнлайнівський стиль розповіді. Синопсис Гайнлайна був написаний в той самий час, що і його роман для підлітків «Час для зірок», та поділяє з ним багато сюжетних ідей.

## Сюжет
18-річний талановитий музикант і композитор Джоел Джонстон родом із Ганімеда завершує навчання в школі на Землі. Він закохується у свою однокласницю Джині Гамільтон. Вони обоє сироти і практично без грошей. Коли Джині вирішує, що їх стосунки мають перерости у шлюб, вона відкриває, що насправді є Джинією Конрад, внучкою найбагатшої людини Річарда Конрада. У бесіді з Конрадом Джоел дізнається, що йому вже визначили майбутнє, що включатиме тільки догляд за сімейним бізнесом та виховання нащадків династії. Бажаючи мати власну долю, він втікає з маєтку Конрадів за допомогою семирічної Евелін, кузини Джині.
Щоб ускладнити долю Джоелю, Конради впливають на позбавлення його стипендії. Джоель вербується добровольцем на корабель колоністів «Чарльз Шеффілд». Корабель направляється колонізувати планету «Нова Бразилія» у зоряній системі на відстані 80 світлових років. Через високу швидкість, для колоністів подорож триватиме лише 20 років. Маючи навички ще з сімейної ферми на Ганімеді, Джоель працює на сільськогосподарській палубі. Також він час від часу підпрацьовує музикантом. Він регулярно спілкується з Евелін, через одного з телепатів-близнят, один із яких на кораблі і має миттєвий зв'язок до іншого близнюка на Землі.
В команді корабля шість «релятивістів» ментально контролюють квантовий реактивний двигун. Двигун повинен працювати постійно і його майже не можливо запустити заново після довгої зупинки. Кожен релятивіст може витримувати не більше 6-годинної вахти. Через 5 років подорожі, одного з них вбивають, а інший божеволіє, залишаючи мінімально можливу кількість «релятивістів» для безперестанної роботи двигуна.
Наступного року, телепати корабля дізнаються, що Сонце перетворилось на нову зорю, винищивши все життя в Сонячній системі. Хвиля смертельного випромінювання буде поширюватись і завдасть шкоди решті людських колоній, які знаходяться в найближчих зоряних системах. Попередження з корабля може дійти вчасно тільки до однієї з них, всі інші приречені на знищення. Оскільки вважалось, що Сонцю не вистачає маси для такого перетворення, екіпаж жваво обговорює версії втручання інших рас. Від депресії скоює самогубство один з «релятивістів», спричинюючи зупинку квантового двигуна. Корабель не буде в змозі зупинитись, він промине свою ціль на 97,6 % від швидкості світла.
Раптово капітан збирає всіх колоністів. Корабель наздогнала космічна яхта Конрадів: Джині врешті вийшла заміж за геніального вченого, що сконструював двигун здатний розвинути швидкість у 20 разів більшу за швидкість світла. Тільки один такий двигун існує, і на яхті врятувались: Річард Конрад, Джині з чоловіком, Евелін (яка зараз є однолітком Джоела), тілоохоронець та двоє слуг.
Джині переконала свого дідуся знайти Джоеля і забрати з собою. Конрад презентує капітану план порятунку: їхня яхта забиратиме по 9 людей за кожен рейс до врятованої колонії. Джоел розуміє, що Конрад обманює їх; він добрався до корабля, тільки щоб поповнити власні припаси. Він не марнуватиме час на порятунок людей, а займеться підкоренням попереджених колоній.
Джоел перемагає тілоохоронця і разом із чоловіком Джині переміщають двигун із яхти на «Шеффілд».